# 绢冠茜
绢冠茜（学名：Porterandia sericantha），为茜草科绢冠茜属下的一个植物种。